# Astiphromma pectorale
Astiphromma pectorale là một loài tò vò trong họ Ichneumonidae.